# Kuu Kuu Harajuku
Kuu Kuu Harajuku è una serie animata prodotta da Gwen Stefani e ispirata dal suo brand "Harajuku Lovers".
Lo show è prodotto dal Malaysia's Vision Animation e dall'Australia's Moody Street Kids Productions con i produttori esclusivi Gillian Carr, Low Huoi Seong e Gwen Stefani. DHX Media si occupa della distribuzione mondiale dello show, mentre Mattel si occupa della distribuzione di prodotti e bambole legate ai personaggi dello show in tutto il mondo.
Il cast include: Maggie Chretien, Daisy Masterman, Emma Taylor-Isherwood, Sally Taylor-Isherwood, Charlotte Nicdao e Danny Smith.
Negli Stati Uniti la serie è trasmessa su Nickelodeon dal 3 ottobre 2016, mentre in Italia su Pop dal 4 maggio 2017.

## Trama
Lo show vede come protagoniste Gwen (Stefani) e le Harajuku Girls (Love, Angel, Music e Baby) e segue le loro avventure nel Mondo di Harajuku. Insieme le ragazze formano la band HJ5; qualsiasi evento viene sempre interrotto prima che loro possano suonare. A causa della loro adorabile ma incapace manager Rudie, alieni malvagi, politici "NoFun", animali-mostri arrabbiati, e altri ostacoli, le ragazze non completano mai un concerto.

## Personaggi

### Protagonisti
- G/Gwen: È la leader del gruppo "HJ5" e ha quattordici anni. È una ragazza sicura e determinata, sa sempre come uscire fuori dai guai, ama tanto il suo gruppo e lo trova perfetto. Tuttavia, si dimostra spesso ingenua. In una puntata ha dimostrato di amare i cani. Doppiata da Maggie Chretien (ed. inglese), Perla Liberatori (ed. italiana).
- Angel: È il membro nippo-statunitense del gruppo "HJ5" e ha dodici anni. È una ragazza alla moda che cerca di indossare sempre cose di tendenza.  È un po' sciocca e a volte tende a pensare solo a sé stessa. Doppiata da: Emma Taylor-Isherwood (ed. inglese), Jolanda Granato (ed. italiana).
- Baby: È il membro più giovane del gruppo "HJ5", ha undici anni e ama tutto quello che è carino, sa come trattare con molte creature, ma sa anche avere un carattere forte. Usa spesso il termine "kawaii". Doppiata da: Charlotte Nicdao (ed. inglese), Monica Volpe (ed. italiana).
- Love: È il genio del gruppo. Lei ha tredici anni. Tenta spesso di risolvere i problemi con la tecnologia e le sue invenzioni, ma spesso senza successo. Doppiata da: Daisy Masterman (ed. inglese), Gaia Bolognesi (ed. italiana).
- Music: È la sportiva del gruppo. Lei ha quindici anni. È spesso lunatica, sarcastica e vittimista, tuttavia ha dimostrato più volte di avere un lato tenero. In un'altra puntata ha dimostrato di essere un'ottima majorette e di esserlo stata (seppur lo nega). Potrebbe avere un'attrazione verso Rudie. Doppiata da: Sally Taylor-Isherwood (ed. inglese), Emanuela Ionica (ed. italiana).
- Rudie: Manager del gruppo. Ha venticinque anni. È sbadato e spesso dimentica molte cose, combinando, di conseguenza, disastri. In una puntata ha dimostrato di avere un cugino molto tecnologico. In un'altra ha dimostrato di essere un fan dei gatti, in particolare del gatto scontoso. Cerca di procurare alle ragazze un ingaggio, a volte senza successo e mandando il più delle volte all'aria i piani delle ragazze. È innamorato di Music. Doppiato da: Danny Smith (ed. inglese), Stefano Broccoletti (ed. italiana).

## Episodi
Ciascun episodio è costituito da due puntate separate.
| Stagione         | Episodi | Prima TV originale | Prima TV Italia |
| ---------------- | ------- | ------------------ | --------------- |
| Prima stagione   | 26      | 2016-2017          | 2017            |
| Seconda stagione | 26      | 2017-2018          | 2022            |
| Terza stagione   | 26      | 2018-2019          | 2023            |